# Glen Peak
Glen Peak är ett berg i Antarktis. Det ligger i Västantarktis. Argentina, Chile och Storbritannien gör anspråk på området.
Terrängen runt Glen Peak är varierad. Trakten är obefolkad. Det finns inga samhällen i närheten.